# Лидија (Грчка)
Лидијаа (грч. Λυδία) је насељено место у општини Кавала у периферији Источна Македонија и Тракија, Грчка. Према попису из 2021. године био је 631 становник.
Насеље је подигнуто на месту некадашњег читлука Маџар Чифлик, где су насељене грчке избеглице. Први пут се помиње на попису из 1928. године са 276 становника.